# 피에트로 벰보

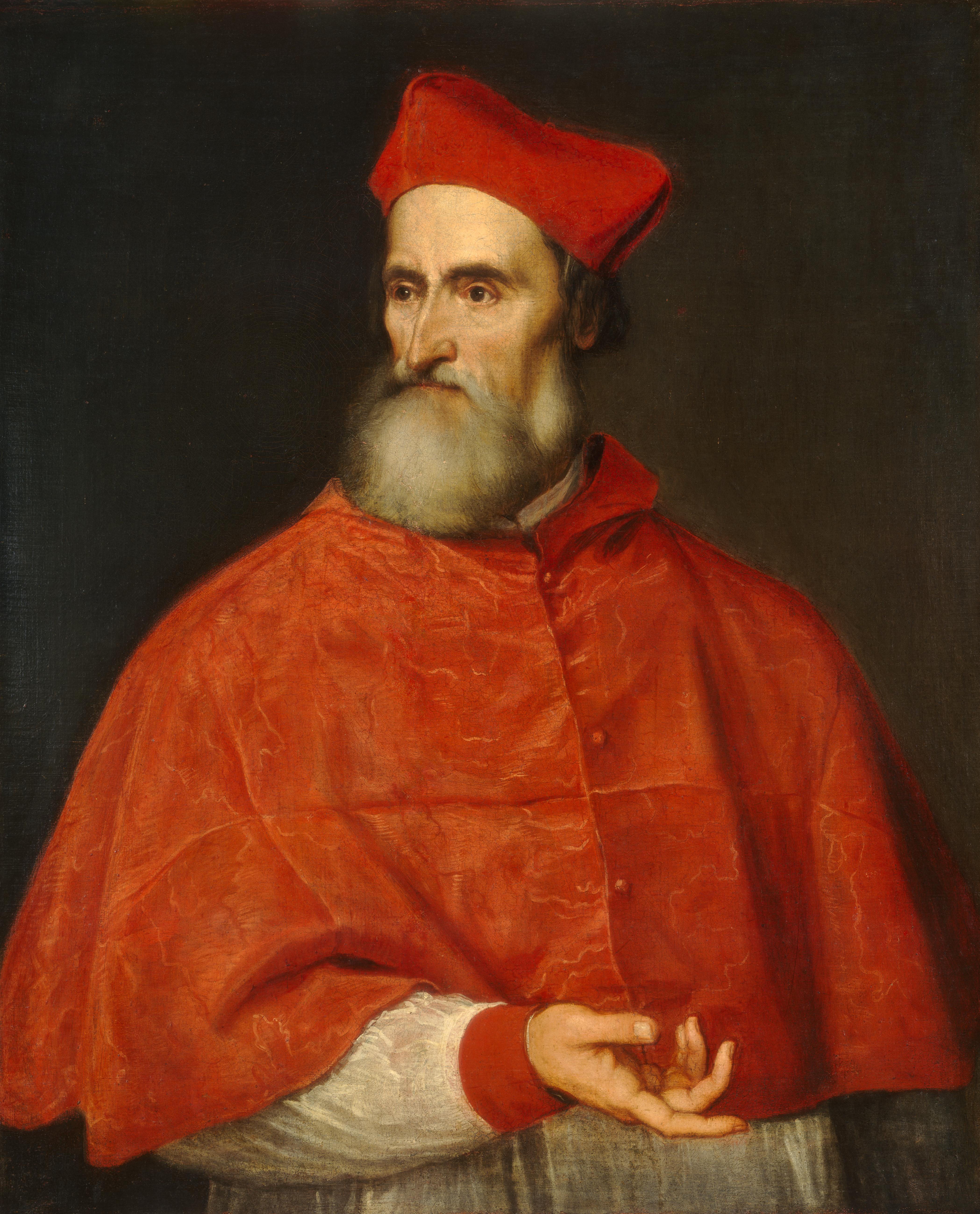
피에트로 벰보 추기경

피에트로 벰보(이탈리아어: Pietro Bembo, 1470년 5월 20일 - 1547년 1월 11일 또는 1월 18일)는 베네치아 공화국의 학자, 시인, 문학공론가, 추기경이다. 문학 분야에서 이탈리아어, 특히 토스카나어의 발전에 지대한 공헌을 하였으며, 16세기 페트라르카의 작품들에 대한 대중의 관심을 다시 불러일으키는데 일조하였다. 벰보의 이념은 16세기에 이탈리아에서 성행한 세속 성악곡인 마드리갈의 형성에도 일조하였다.

## 생애

Sogno, 1492-1494

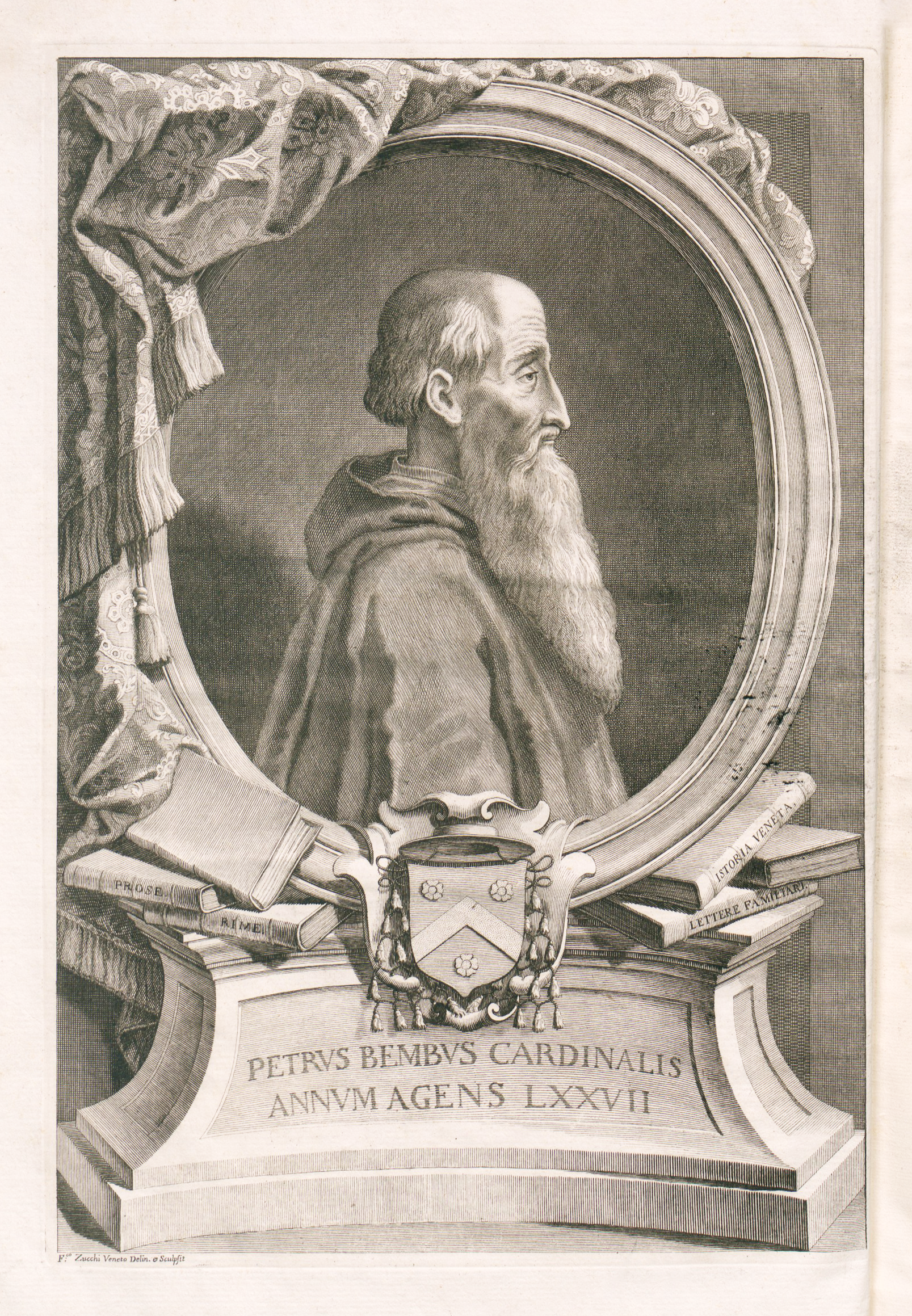
Pietro Bembo, Historia Veneta, 1729

피에트로 벰보는 베네치아 귀족 집안에서 태어났다. 그의 아버지 베르나르도 벰보는 베네치아 정부의 대사를 지냈으며, 피에트로 벰보는 유년 시절부터 대사인 아버지를 따라 세계 각지를 여행하였다. 그러던 중 피렌체를 방문한 벰보는 이탈리아어의 방언인 토스카나어를 접하고 이에 매료되어 열심히 배워 습득하였다. 2년 후에는 그리스의 학자 라스카리스와 메시나에게서 그리스어를 배웠으며, 나중에 파도바 대학교에 들어갔다. 이후 2년 간(1497-1499) 더 여행한 끝에 페라라의 에스테 궁정을 방문하였다. 당시 페라라는 에르콜레 1세 데스테가 통치하고 있었으며, 문학과 음악의 중심지였다. 페라라에 머무는 동안 피에트로 벰보는 아리스토를 만나 그의 첫 번째 작품인 궁정 로맨스를 주제로 한 대화문인 《글리아졸라니》(Gli Asolani)를 집필하였다. 그가 쓴 시들은 보카치오와 페트라르카를 연상시키며 16세기 음악에도 광범위하게 접목되었다.
벰보는 자신의 시가 류트 반주에 맞추어 여성 가수에 의해 노래로 불리는 것을 좋아했는데, 이러한 그의 소원은 1505년 그가 이사벨라 데스테를 만났을 때 이루어졌다. 그에 대한 보답으로 벰보는 자신의 책 사본을 이사벨라 데스테에게 헌정하였다.
1502년과 1503년 벰보는 페라라를 다시 방문하였으며, 알폰소 데스테의 아내인 루크레치아 보르자와 만나 사랑에 빠졌다. 벰보는 에르콜레 1세 데스테가 조스캥 데 프레를 개인 합창단 작곡가로 고용한 시기에 페라라를 떠났으며, 공교롭게도 그가 떠난 1505년 당시 페라라 전역에 역병이 휩쓸었으며 벰보는 다행히 목숨을 건질 수 있었다.
피에트로 벰보는 이후 한동안 우르비노에 체류하다가 1539년 교황 바오로 3세에 의해 갑작스럽게 추기경에 임명되면서 로마로 떠났다. 처음에 그는 산 크리소고노 성당의 사제급 추기경에 서임되었으나, 2년 후에 산 클레멘테 성당으로 명의본당이 변경되었다. 로마에서 지내는 동안 벰보는 집필을 계속하며 자신의 초기 작품을 교정하고, 추가로 신학과 고대사를 공부했다. 그리고 향년 77세에 로마에서 선종하였다.